# 光绪
光緒（穆麟德轉寫：badarangga doro；1875年—1908年）為清朝第十一位皇帝清德宗載湉的年号（即位時年四歲），前後三十四年。同治、光緒兩朝，常被合稱為同光，如同光體、同光中興。
同治十三年十二月五日（1875年1月12日），清穆宗驾崩（時年一十八歲）。此时距翌年正月初一日还有二十四天（同治十三年十二月是小月，只有二十九天），群臣拟定光绪、承熙、绍德、延道四个备选年号，并附满语。十二月九日（1875年1月16日），两宫皇太后硃笔落点“光绪”。
戊戌变法失败后，慈禧太后在光绪二十五年十二月二十四日（1900年1月24日）以光绪帝的名义下诏，令溥儁入继穆宗同治帝为嗣，赏头品顶戴，号“大阿哥”。同时下诏，次年正月初一，溥儁代光绪帝向大高殿、奉先殿、寿皇殿祭天、祭祖。因有“立储”、废帝之意，即称己亥建储。当时有谣言称，溥儁祭祀之后，光绪帝将效法清高宗禅让故事，退位为太上皇，由溥儁登基，改元“保庆”。由于外国使节与国内名流、仕绅强力反对，慈禧被迫停止计划。光绪三十四年十月二十一日（1908年11月14日，光绪帝崩，時年三十八歲），幼帝溥仪（時年三歲）即位沿用光绪年号，次年改元宣统。

## 改元
- 同治十三年——十二月，清穆宗驾崩。十二月十五日，有詔明年改元光緒。[3]
- 光緒三十四年——十月二十一日，清德宗驾崩，清末帝溥儀嗣位。十一月九日，溥儀正式即位，有詔立次年改元：宣統。[4]

## 大事記

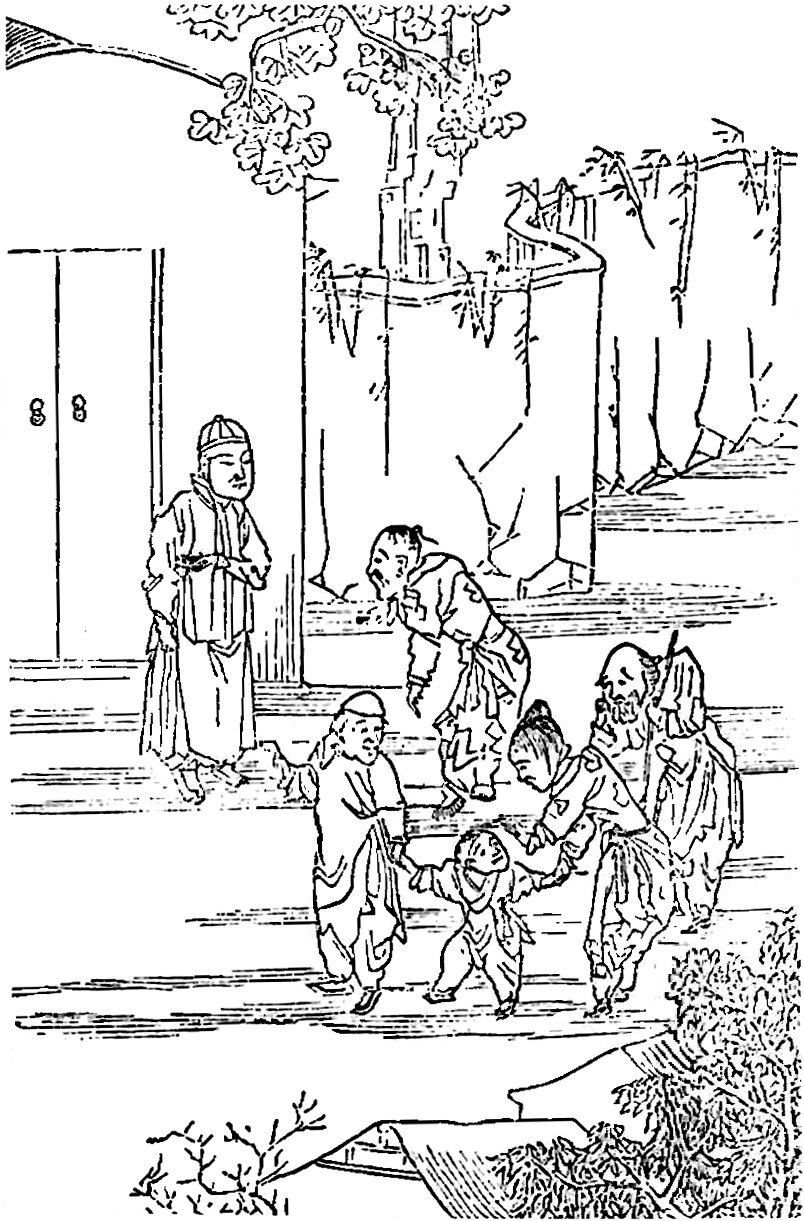
1878年畫，《中國饑荒》 (The Famine in China)。饑荒受難者被强迫把兒女給賣掉

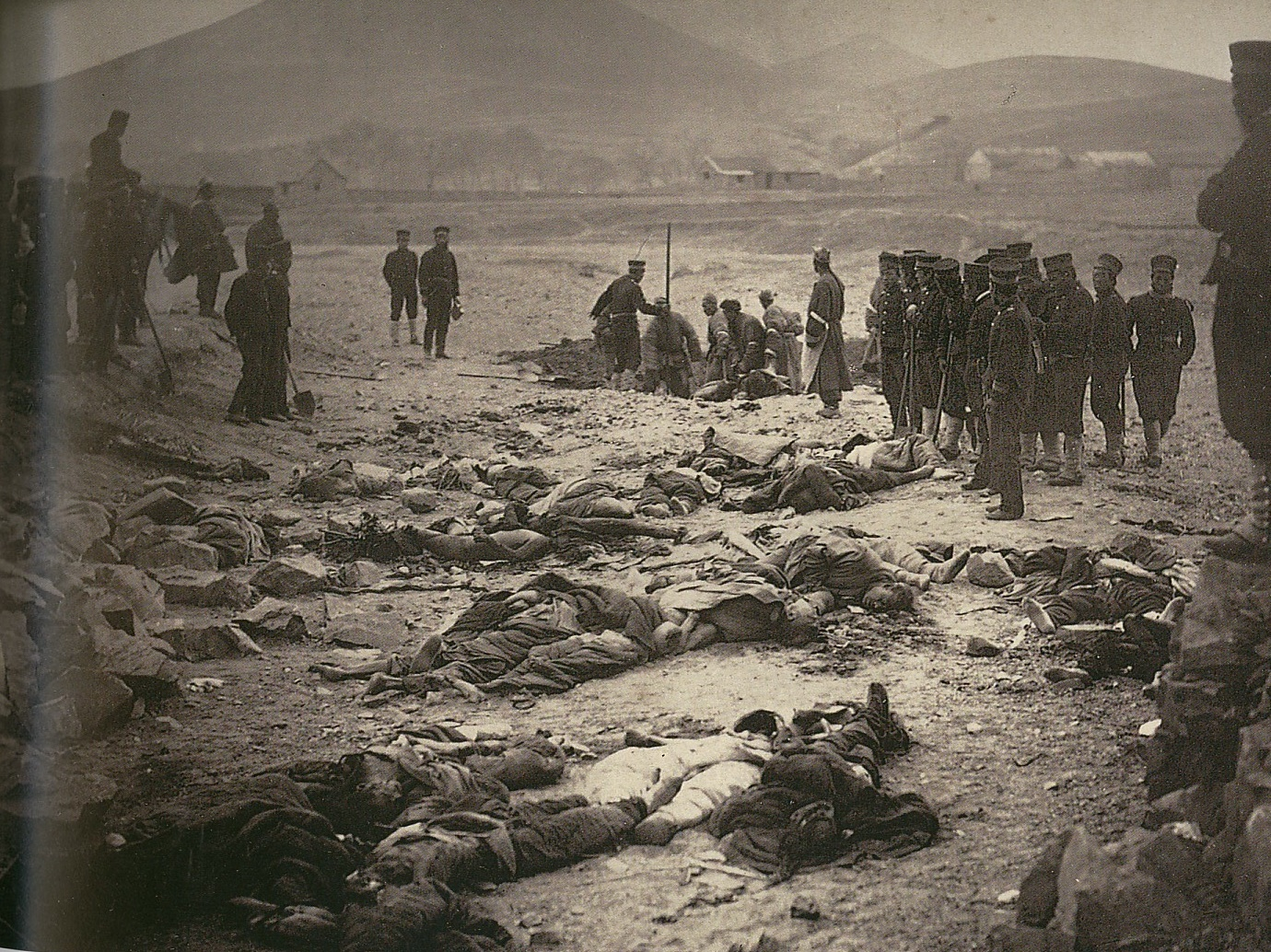
日本摄影师龟井兹明拍摄的旅顺大屠杀

- 元年（1875年）──丁戊奇荒，一场罕见的特大旱灾饥荒，波及山西、直隶、陕西、河南、山东等省，受灾人口1.08亿，造成900万至2000万人饿死[5]。
- 二年（1876年）──清廷在英政府外交压力下签订烟台条约，内容包括清政府对马嘉理事件及以前中英之间的案件各赔偿15万两白银；洋货在中国内陆免收厘金；增加开放宜昌﹑芜湖﹑温州﹑北海等为通商口岸；以及正式遣使道歉。
- 三年（1877年）──左宗棠率領清軍成功收復西域。
- 五年（1879年）──甘肃武都地震，大约22000人死亡[6]。
- 七年（1881年）三月──清朝咸丰皇帝的皇后—孝貞顯皇后暴崩。
- 九年（1883年）──中法战争
- 十一年（1885年）──与法国簽定中法新约，承认法国对越南的保护权。
- 十三年（1887年）──河南郑州下汛十堡（今惠济区花园口镇石桥村）发生黄河决口[7]，致使200多万（一说93万；一说最保守估计150万；一说700万）人罹难。
- 十三年（1887年）──与葡萄牙帝国签订中葡和好通商条约，同意葡萄牙永居管理澳门。
- 十四年（1888年）──光緒帝大婚。北洋水師成立。光緒帝親政。
- 二十年（1894年）──为朝鲜主权中日爆发甲午战争。
- 二十年（1894年）──日军攻陷旅顺，执行旅顺大屠杀，对城内进行4天3夜的抢劫、屠杀和强奸，造成旅顺2万名平民遇难[8][9]。
- 二十一年（1895年）四月──与大日本帝国签定馬關條約，割让辽东半岛、台湾、澎湖群岛并支付赔款2亿两白银（约3亿日圆）。
- 二十四年（1898年）三月──德意志帝国因曹州教案强迫清政府在北京签订胶澳租借条约，租借胶澳（即胶州湾）及其周边地区（今属青岛市）99年，山东省成为德国的势力范围。
- 二十四年（1898年）三月──与俄罗斯帝国签订旅大租地条约，把旅顺和大连湾沿海租给俄国25年作为军港使用。
- 二十四年（1898年）九月──戊戌政變發生，戊戌六君子被殺。
- 二十五年（1899年）──义和团运动兴起，屠杀洋人、奸淫妇女、抢夺店铺、破坏各国使馆、烧毁与西洋有关的东西。
- 二十六年（1900年）──太原教案，义和团针对基督徒和传教士的屠杀事件。中国内地会的刊物记载说，在山西省北部共有15,000到20,000名本地信徒被杀害[10]。
- 二十六年（1900年）──慈禧太后不理会各国抗议，更向十一国宣战，引发八国联军之役。
- 二十六年（1900年）──俄军于黑龙江海兰泡越境，悉数屠杀清民六千多人，史称海兰泡惨案[11]。
- 二十七年（1901年）──与十一国簽定辛丑和约，是中国近代史上赔款数目最庞大，皇权丧失最严重的条约。
- 二十七年（1901年）──李鴻章病逝。
- 三十年（1904年）──日俄两国因在东北地区的利益冲突爆发日俄战争。
- 三十一年（1905年）──平綏鐵路興工。
- 三十二年（1906年）──清政府改革，立憲運動。
- 三十四年（1908年）十一月──光緒帝駕崩（時年三十七歲）。

## 重要人物
- 慈禧太后，咸豐帝貴妃，同治時期兩宮太后之一。
- 奕訢，恭忠親王，光緒帝伯父。
- 奕譞，醇賢親王，光緒帝父親。
- 李鴻章，清末重臣。
- 张之洞，清末重臣。
- 荣禄，戊戌变法时期举足轻重的人物。
- 载沣，光绪帝之弟，宣統帝之父，於宣統年間為攝政王。

## 公元紀年對照表
| 光緒 | 元年     | 二年     | 三年     | 四年     | 五年     | 六年     | 七年     | 八年     | 九年     | 十年   |
| ---- | -------- | -------- | -------- | -------- | -------- | -------- | -------- | -------- | -------- | ------ |
| 公元 | 1875年   | 1876年   | 1877年   | 1878年   | 1879年   | 1880年   | 1881年   | 1882年   | 1883年   | 1884年 |
| 干支 | 乙亥     | 丙子     | 丁丑     | 戊寅     | 己卯     | 庚辰     | 辛巳     | 壬午     | 癸未     | 甲申   |
| 光緒 | 十一年   | 十二年   | 十三年   | 十四年   | 十五年   | 十六年   | 十七年   | 十八年   | 十九年   | 二十年 |
| 公元 | 1885年   | 1886年   | 1887年   | 1888年   | 1889年   | 1890年   | 1891年   | 1892年   | 1893年   | 1894年 |
| 干支 | 乙酉     | 丙戌     | 丁亥     | 戊子     | 己丑     | 庚寅     | 辛卯     | 壬辰     | 癸巳     | 甲午   |
| 光緒 | 二十一年 | 二十二年 | 二十三年 | 二十四年 | 二十五年 | 二十六年 | 二十七年 | 二十八年 | 二十九年 | 三十年 |
| 公元 | 1895年   | 1896年   | 1897年   | 1898年   | 1899年   | 1900年   | 1901年   | 1902年   | 1903年   | 1904年 |
| 干支 | 乙未     | 丙申     | 丁酉     | 戊戌     | 己亥     | 庚子     | 辛丑     | 壬寅     | 癸卯     | 甲辰   |
| 光緒 | 三十一年 | 三十二年 | 三十三年 | 三十四年 |          |          |          |          |          |        |
| 公元 | 1905年   | 1906年   | 1907年   | 1908年   |          |          |          |          |          |        |
| 干支 | 乙巳     | 丙午     | 丁未     | 戊申     |          |          |          |          |          |        |

## 同期存在的其他政权年号
- 中國内陆
  - 大明国（1902年）：洪全福年号。
  - 汉德（1906年）：龚春台年号。
- 台灣
  - 永清（1895年）：台湾民主国年号。
  - 天運（1896年）：鐵國山政權年號。
  - 大靖（1897年－1899年）：大靖政權年號。
- 朝鮮半島
  - 开国（1894年－1895年）朝鲜国—高宗年号。
  - 建阳（1896年－1897年）朝鲜国—高宗年号。
  - 光武（1897年－1907年）大韩帝国—高宗年号。
  - 隆熙（1907年－1910年），大韩帝国—纯宗年号。
- 越南
  - 嗣德（1848年－1883年）：阮朝—嗣德帝、育德帝、协和帝年号。
  - 建福（1884年）：阮朝—建福帝年号。
  - 咸宜（1885年）：阮朝—咸宜帝年号。
  - 同庆（1885年－1888年）：阮朝—同庆帝年号。
  - 成泰（1889年－1907年）：阮朝成泰帝年号。
  - 维新（1907年－1916年）：阮朝维新帝年号。
- 日本
  - 明治（1868年—1912年）：明治天皇年号。
- 南洋
  - 蘭芳（1777年—1884年）：蘭芳共和國年號。

## 深入閱讀
- 李崇智. . 北京: 中华书局. 2004年12月. ISBN 7101025129.
- 鄧洪波. . 臺北: 國立臺灣大學東亞經典與文化研究計劃. 2005年3月  [2007年3月10日]. ISBN 978-986-00-0518-9. （原始内容 (pdf)存档于2007年8月25日） （中文）.

| 前一年號： 同治 | 清朝年号 1875年－1908年 | 下一年號： 宣统 |